# Alheden
Alheden er den østlige del af Karup Hedeslette i Midtjylland. Alheden omfatter den sydligste del Fjends Herred og den nordligste del af Lysgård Herred. Nogle gange regnes tilstødende områder også med til Alheden.
Kongenshus Mindepark ligger på Alheden. De største byer er Karup og Frederiks. Omkring 1760 begyndte kartoffeltyskerne at opdyrke Alheden.
Hedeområderne var tidligere så øde, at de lå uden for sogneinddelingen og fungerede som en alminding, et fælles, uopdyrket område, hvor får bedede. Navnet er en sammentrækning af adelhede, det vil sige den centrale, vigtigste hede, "hovedheden".

## Afgrænsning
Alheden (det vil sige den fælles hede eller den med al bedækkede hede), den næsten fuldstændig flade, træløse og meget tyndt befolkede hedestrækning, som begyndte ca. 7 km syd for Viborg og strakte sig på begge sider af Karup å (Karupfladen ca. 650 km2) gennem Lysgaards, Hids og Fjends herreder (Viborg Amt), Hammerum Herred (Ringkøbing Amt), Vrads og Tyrsting Herred (Aarhus Amt) og den vestlige del af Nørvang Herred (Vejle Amt). I snævrere forstand regner man dog kun alheden at være den henved 20 km lange og 11-12 km brede strækning mellem Hagebro mod nordvest, Vedhoved mod nordøst, Knudstrup mod syøst. og Bøgelund mod sydvest. Skønt den tilsyneladende er helt horisontal, falder den dog umærkelig af mod vest og syd til Karup å.

## Al
Alhedens ufrugtbarhed skyldes aldannelsen.

## Skovplantning
De første forsøg på at opdyrke alheden foretoges fra omkring 1750-erne, da kaptajn Ludvig von Kahlen med støtte fra Kong Frederik 5. opmålte heden og forsøgte at opgradere jordens frugtbarhed.
I 1759 indkaldte regeringen 1000 pfalziske kolonister, som bosattes på Alheden og Randbølhede i små byer, der oprindeligt var byggede efter Rhin-egnenes mønster med to snorlige gader, hvori hvert hus var indrettet til to familier. Men man havde valgt nogle af de strækninger, der var mindst egnede til opdyrkning, da de var uden vandløb og naturlige enge, og de fleste kolonister var håndværkere uden kendskab til agerbrug. Halvdelen af kolonisterne opgav derfor snart forsøget og vendte hjem, medens andre flyttede andetsteds hen, så at der 1768 kun var 240 personer tilbage i de to byer Havredal og Grønhøj (Frederikshede og Frederikshøj). Kun ved store pengeofre lykkedes det regeringen at holde resterne oppe, indtil de ved at bruge hornkvæg som husdyr og ved kartoffeldyrkning (»kartoffeltyskere«) kunne hjælpe sig selv. Kolonierne består endnu, men beboerne er nu til dels smeltede sammen med den omboende befolkning, ligesom de har opgivet det tyske sprog.
Også statens forsøg paa træplantning her mislykkedes til dels i begyndelsen på grund af ukendskab til hedens natur og de træarter, der skulle benyttes. 1790 anlagdes Stendals Plantage, 1796 Ulvedals Plantage, og 1828 kom Havredals Plantage til. Først, da man særlig begyndte at anvende rødgran, og da der ved Hedeselskabets stiftelse kom nyt liv i træplantningssagen, trivedes plantagerne.